# Ленский расстрел

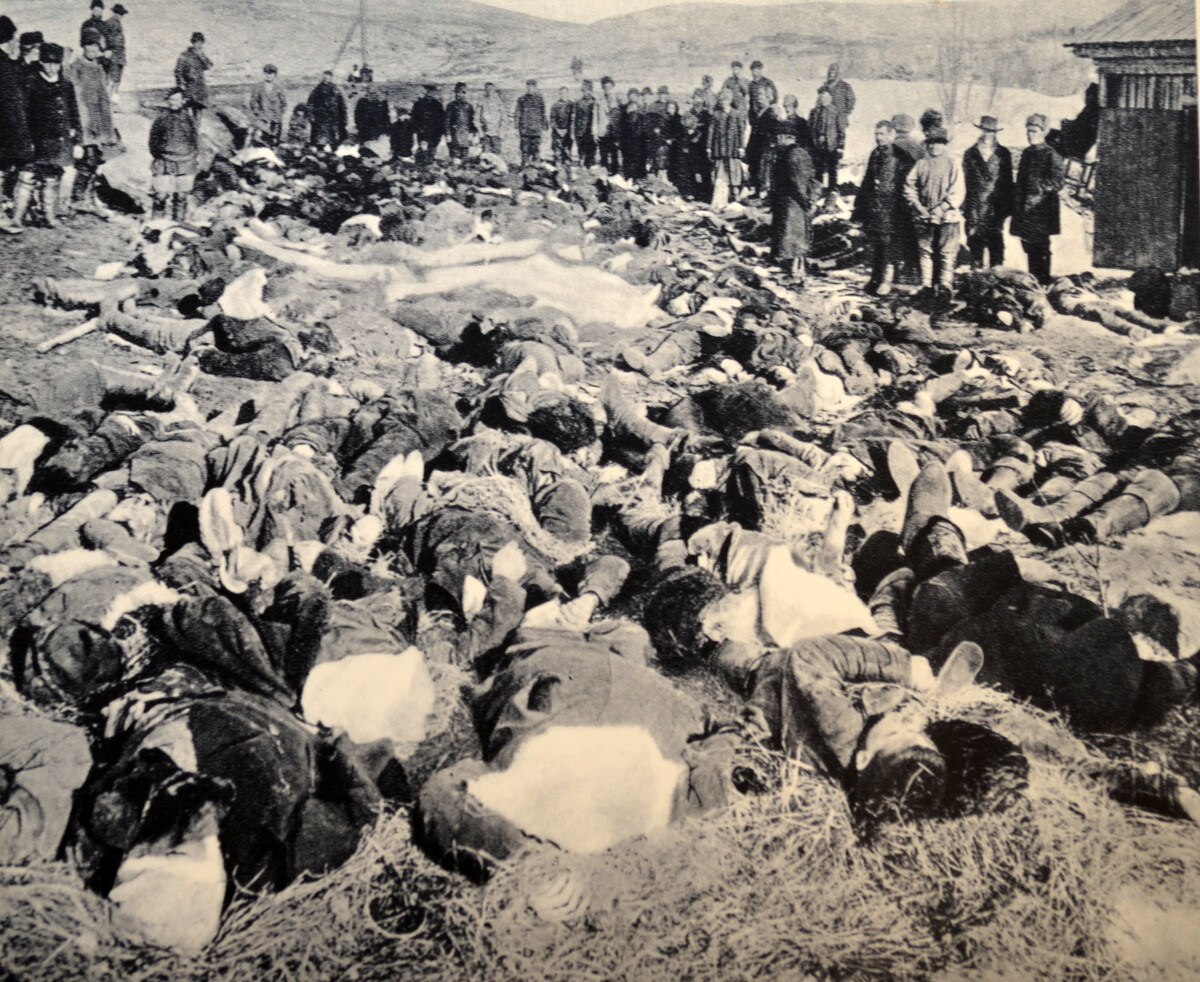
Жертвы Ленского расстрела (по всей видимости, фотографии были сделаны станционным мастером Громовских приисков, изъяты ротмистром Трещенковым, но были сохранены и попали в печать)

Ле́нский расстре́л — трагические события 4 (17) апреля 1912 года на приисках Ленского золотопромышленного товарищества, расположенных в районе города Бодайбо на притоке Лены, реках Витиме и Олёкме. В результате конфликта акционеров, забастовки и расстрела трехтысячной толпы бастующих правительственными войсками убито 170 человек, и более 200 получили ранения.

## Собственники компании
В 1910 году Ленское золотопромышленное товарищество, совладельцами которого были Владимир Александрович Ратьков-Рожнов, петербургский предприниматель и городской глава, и его сын, предводитель дворянства Ананий Владимирович, приобрело Андреевский прииск.
На момент забастовки 66 % акций «Ленского золотопромышленного товарищества» («Лензото») принадлежало компании «Lena Goldfields». Компания была зарегистрирована в Лондоне. Акции компании торговались в Лондоне, Париже и в Санкт-Петербурге. 70 % акций компании «Lena Goldfields», или около 46 % акций «Лензото» находилось в руках русских промышленников, объединённых в комитет российских вкладчиков компании. 30 % акций компании «Lena Goldfields», или около 20 % акций «Лензото» было в руках британских бизнесменов. Примерно 30 % акций «Лензото» владели Гинцбурги и их компаньоны.

### Управление добывающей компанией
Несмотря на то что большинство акций «Лензото» находилось в руках «Lena Goldfields», непосредственное управление Ленскими рудниками осуществляло «Лензото» в лице Гинцбурга. Правление товарищества, действовавшее на момент забастовки, было избрано в июне 1909 года:
- Директор-распорядитель — барон Альфред Горациевич Гинцбург;
- Директора правления — М. Е. Мейер и Г. С. Шамнаньер;
- Члены ревизионной комиссии — В. В. Век, Г. Б. Слиозберг, Л. Ф. Грауман, В. 3. Фридляндский и Р. И. Эбенау;
- Кандидаты в члены правления — В. М. Липин, Б. Ф. Юнкер и А. В. Гувелякен;
- Управляющий приисками — И. Н. Белозёров.

Таким образом, к 1912 году сформировалось несколько влиятельных групп акционеров, заинтересованных в контроле над крупнейшей российской золотодобывающей компанией. С одной стороны, происходил конфликт интересов русского и британского бизнеса в правлении головной компании «Lena Goldfields», с другой — представители управляющей компании (и бывшие владельцы) «Лензото» (во главе с бароном Гинцбургом) пытались не допустить фактического контроля над приисками со стороны правления «Lena Goldfields».

## Условия труда и быта рабочих

### Заработная плата
В целом размер заработной платы позволял ежегодно вербовать основных рабочих в количестве выше необходимого. Вербовать новых рабочих Гинцбургу помогало министерство внутренних дел. Вербовка шла практически по всей территории империи. В 1911 году около 40 % рабочих было завербовано в Европейской части России. Подписавший договор работник получал в качестве аванса 135 рублей (полугодовое жалование рабочего в Москве) и отправлялся под наблюдением полиции на прииски.

Из письма Гинцбурга главноуправляющему И. Н. Белозёрову: «…Теперь мы положительно наводнены предложениями, поступающими с разных мест, особенно из польского края и из Одессы, но есть и из других городов… Воспользоваться содействием Министерства [внутренних дел] нам кажется более чем желательным, и вот по каким соображениям: 1. Раз наёмка на прииски является для известной части населения истым благодеянием, то можно этим обстоятельством воспользоваться для того, чтобы понизить плату, против существующей у нас теперь. И пониженная плата представляется чем-то вроде Эльдорадо для голодного народа. На всякий случай мы сообщили полиции плату на 30 % ниже существующей. 2. Мы не считаем, что есть какой-либо риск в том, чтобы нашелся лишний народ. При излишке рабочих вам легче будет предъявлять к рабочим более строгие требования, опять-таки присутствие лишнего народа в тайге может содействовать понижению платы, какую цель следует всеми мерами и преследовать…»

Заработная плата горнорабочих составляла 30—45 рублей в месяц, то есть была примерно вдвое выше, чем у рабочих в Москве и Санкт-Петербурге, и в десять-двадцать раз выше денежных доходов крестьянства. Однако непредусмотренный договором найма женский труд (равно как и труд подростков) оплачивался низко (от 84 коп. до 1,13 рубля в день), а в ряде доказанных случаев не оплачивался вообще.
Кроме того, до 1912 года разрешались сверхурочные старательские работы по поиску золотых самородков. Данные работы повременно не оплачивались, найденные самородки сдавались администрации по утверждённым расценкам на золото. В лавке «Лензото» за грамм самородного золота давали 84 копейки. В лавках частных перекупщиков — от одного до 1,13 рубля за грамм. В случае удачи, рабочий за год такой работы мог накопить до тысячи и более рублей. Непосредственно перед забастовкой старательские работы были запрещены, и, кроме того, администрацией были предприняты дополнительные меры, ограничивающие возможность поиска самородков на рабочих местах.

### Продолжительность рабочего дня
По договору найма, который подписывал каждый рабочий, и по официальному распорядку (утверждённому Министерством торговли и промышленности) продолжительность рабочего дня в период с 1 апреля по 1 октября составляла 11 часов 30 минут в сутки, а с 1 октября по 1 апреля — 11 часов при односменной работе. При двухсменной работе — 10 часов. В случае необходимости управляющий мог назначать три смены рабочих по 8 часов. При работе в одну смену рабочий день начинался в 5 часов утра; с 7 до 8 часов — первый перерыв; с 12 до 14 — второй перерыв; в 19 часов 30 минут (в зимнее время в 19 часов) — конец работы.
В реальности рабочий день мог длиться до 16 часов, поскольку после работы рабочим разрешались старательские работы по поиску самородков.

### Условия труда
Добыча золота проходила в основном в шахтах в условиях вечной мерзлоты. Ледник приходилось разогревать кострами, а талую воду безостановочно откачивать. Механизация добычи, несмотря на значительные вложенные средства, была на недостаточном уровне, многие работы приходилось делать вручную. Спускаться в 20—60 метровые шахты приходилось по вертикальным обледенелым лестницам. Рабочие работали по колено в воде. После смены рабочим, в сырой от воды робе, приходилось идти по лютому морозу несколько километров до бараков, что часто приводило к заболеваниям и смертям. Рабочие регулярно подвергались опасности обвалов, получали ушибы и переломы. По заявлениям рабочих «Утёсистого» прииска шахты и лестницы плохо освещались ввиду отказа управляющего выдать нужное количество свечей. По данным Кудрявцева Ф. А. в 1911 году было зафиксировано 896 несчастных случаев с 5442 рабочими. Остро не хватало врачей и мест в больнице. Один из рабочих смог попасть в больницу только за сутки до своей смерти, так как ранее врач отказался признавать его больным. На одного врача приходилось 2500 рабочих, не считая членов их семей. Правительственная и общественная комиссия Государственной Думы впоследствии признали медицинское обслуживание рабочих неудовлетворительным.

### Бытовые условия
Рабочие бараки «Лензото» были переполнены, мест для рабочих не хватало. Часть рабочих были вынуждены снимать частные квартиры для проживания. На оплату частных квартир уходило до половины заработка. Кроме того, как впоследствии установила комиссия, лишь около 10 % бараков удовлетворяло минимальным требованиям для жилых помещений.

Член комиссии Керенского, А. Тющевский писал: «Товарищи, нам здесь делать нечего, нам остаётся одно: посоветовать рабочим поджечь эти прогнившие, вонючие здания и бежать из этого ада, куда глаза глядят».

Пользуясь покровительством иркутских и бодайбинских властей, администрация «Лензото» монополизировала в регионе торговлю и транспорт, вынуждая рабочих отовариваться только в лавках, принадлежащих «Лензото», и передвигаться только на транспорте компании. Часть оплаты выдавалась в виде талонов в лавки компании, что было законодательно запрещено в Российской империи. Номинал талонов был достаточно велик, а разменивать талоны не было возможности. Рабочие были вынуждены покупать ненужные товары, чтобы отоварить талоны полностью.

### Положение женщин и подростков
По договору найма привозить на прииски жён и детей запрещалось. Рабочий мог привезти семью только с разрешения управляющего, таким образом, изначально попадая в зависимость от воли администрации. Женщин на приисках было достаточно много (до 50 % от количества мужчин). Находясь в зависимом положении от администрации, женщины часто были вынуждены работать против своей воли, за низкую заработную плату, либо вообще без оплаты. Нередки были случаи сексуальных домогательств к женщинам со стороны администрации.

## Забастовка
К концу 1911 года обострились противоречия между основными акционерами «Лензото». На бирже велась непрерывная борьба между «медведями» и «быками». В прессе неоднократно сообщалось о массовых волнениях и забастовках на Ленских приисках, однако рынок, привыкший к провокациям в адрес данной компании, практически не реагировал на СМИ.
В то же время на самих приисках росло недовольство рабочих. Ухудшающиеся условия труда и фактическое запрещение рабочим дополнительного заработка на самородном золоте создавало условия для забастовки.

### Повод и причины
Непосредственным поводом для забастовки послужила «история с мясом» на «Андреевском» прииске, пересказанная в мемуарах участников во множестве версий:
- рабочему прииска (иногда называются конкретные фамилии) выдали протухшее мясо;
- инспекция рабочих нашла в поварском котле конскую ногу;
- женщина (жена одного из работников, либо одна из «мамок»[комм. 1]) купила в лавке кусок мяса, похожий на конский половой орган.

Версии в источниках иногда частично объединяются, но сходятся в одном: рабочие получили непригодное в пищу мясо.
Забастовка началась стихийно 29 февраля (13 марта) на «Андреевском» прииске, но затем к ней присоединились и рабочие других приисков. К середине марта число бастующих превысило 6 тысяч человек.
Помимо тяжёлых климатических условий и 11-часового рабочего дня с одним выходным, была установлена низкая заработная плата, которая частично выдавалась в виде талонов в приисковые лавки, где качество продуктов было крайне низким при достаточно высоких ценах. Кроме того, из зарплаты удерживались штрафы за множество нарушений, а также практически отсутствовала техника безопасности: на каждую тысячу человек приходилось свыше семисот травматических случаев в год.

### Требования рабочих
3 марта 1912 года протоколом собрания рабочих зафиксированы следующие требования к администрации приисков:
1. Улучшить жилищные условия рабочих (холостым — одна комната на двоих, семейным — одна комната).
2. Улучшить качество продуктов питания.
3. Увеличить жалование на 30 %.
4. Запретить увольнения в зимнее время. Уволенным в летнее время должен выдаваться бесплатный проездной билет до Жигалова.
5. Установить 8-часовой рабочий день. В предпраздничные дни — 7-часовой. В воскресные дни и двунадесятые праздники — выходить на работу только по желанию работников, работать в эти дни не более 6 часов, заканчивать работу не позднее 1 часу дня и учитывать работу в эти дни за полтора дня.
6. Отменить штрафы.
7. Не принуждать женщин к труду.
8. К рабочим обращаться не на «ты», а на «Вы».
9. Уволить 25 служащих администрации приисков (по списку рабочих).

Всего рабочими было выдвинуто 18 требований и 4 гарантии (См. полный список требований)

### Расстрел
Телеграмма директора Департамента полиции Белецкого начальнику Иркутского губернского жандармского управления от 30 марта 1912 г.:
«Предложите непосредственно ротмистру Трещенкову непременно ликвидировать стачечный комитет…».

3 (16) апреля 1912 года были арестованы основные руководители забастовки (в том числе Т. М. Соломин), а 4 (17) апреля 1912 года состоялось шествие более чем двух тысяч рабочих Ленских золотых приисков в знак протеста против ареста членов стачечного комитета. По приказу жандармского ротмистра Трещенкова солдаты открыли огонь по рабочим.

### Оценки количества жертв
Данные о количестве жертв расстрела в источниках разнятся.
Согласно данным советской истории, зафиксированным практически во всех энциклопедиях и справочниках, во время трагических событий было убито 270 и ранено 250 человек.
Иные данные:
На следующий день после трагедии газета «Русское слово» со ссылкой на «Консультативное бюро иркутских присяжных поверенных» сообщила о 150 убитых и более чем 250 раненых.
В книге «Ленские прииски», вышедшей в 1937 году в серии «История заводов», приводятся разноречивые данные — от 150 убитых и 100 раненых, до 270 убитых и 250 раненых со ссылкой на социал-демократическую газету «Звезда». Между тем, согласно публикациям в самой газете «Звезда» от 8 апреля 1912 года, убитыми значилось 170 человек и ранеными — 196. В Особых журналах Совета министров Российской империи сообщается: «во время печального события 4 Апреля 1912 года, когда от направленных в толпу рабочих выстрелов призванной для содействия гражданской власти воинской части пострадало 372 человека, из коих умерло 170».
В итоговых документах двух комиссий, расследовавших Ленский расстрел, нет данных о количестве погибших, но говорится о взятии показаний от раненых в количестве 202 человек.

## Расследование событий
Ленские события обсуждались в Государственной Думе. Выступавший на заседании Думы министр внутренних дел Макаров заявил: «Так было, так будет!». Как пишет Троцкий, «под аплодисменты правых депутатов».
Для расследования трагических событий было создано две комиссии. Одна — правительственная под руководством сенатора С. С. Манухина, другая — общественная, созданная Государственной Думой, которую возглавил малоизвестный в то время адвокат А. Ф. Керенский, сочувствовавший эсерам.
19 мая комиссия Манухина одновременно с комиссией Керенского отправились на место событий. По железной дороге обе комиссии 25 мая 1912 года прибыли в Иркутск. 18 июля 1912 года Манухин отдаёт прокурору Иркутского окружного суда приказ о возбуждении дела против главного виновника происшедшей бойни, ротмистра Трещенкова, отдавшего приказ открыть стрельбу.

Керенский вспоминал о работе в комиссии: «Ситуация на золотых приисках сложилась неловкая. Правительственная комиссия сенатора Манухина заседала в одном здании, а наша штаб-квартира располагалась на той же улице в доме напротив. Обе комиссии вызывали свидетелей и устраивали перекрестные допросы, обе записывали показания служащих „Лензолото“ и готовили донесения. Сенатор Манухин отослал свой доклад в зашифрованном виде министру и Царю, а мы отправили свой телеграфом для Думы и прессы. Излишне и говорить, что приисковая администрация была весьма задета нашим вторжением, но ни сенатор, ни местные власти не мешали нашей работе. Напротив, генерал-губернатор Восточной Сибири Князев относился с симпатией к нашей работе, а иркутский губернатор Бантыш и его чиновник для особых поручений А. Малых оказали нам немалую помощь»

За причастность к преступному деянию ротмистр Трещенков был уволен со службы в жандармском корпусе, разжалован в рядовые и зачислен в пешее ополчение С.-Петербургской губернии. С началом Первой мировой войны в 1914 году, после его настойчивых просьб, он «по Высочайшему соизволению» был допущен в действующую армию. Служил в 257 пехотном Евпаторийском полку. «В бою с австро-немцами 15 мая 1915 г. у д. Накло убит неприятельской ружейной пулей в лоб, в то время, когда вёл свой батальон в атаку, идя во главе его. Похоронен на кладбище в с. Подзияч».

## Дальнейшие события

### До 1917 года
Несмотря на расстрел рабочих, стачка на приисках продолжалась до 12 (25) августа, после чего свыше 80 % рабочих покинули прииски. В том числе: рабочих мужчин — 4738 человека, женщин — 2109, детей — 1993. На их место были наняты новые рабочие. Доля компании «Lena Goldfields Co., Ltd» была снижена с 66 % до 17 %. Владельцы приисков в результате забастовки понесли убытки размером около 6 миллионов рублей. В связи с трагическими ленскими событиями Министерство финансов отказалось финансировать строительство остро необходимой для приисков узкоколейной дороги Иркутск — Жигалово — Бодайбо.
Расправа над мирным шествием рабочих вызвала стачки и митинги по всей стране, в которых участвовали около 300 тыс. человек.

И. Сталин в большевистской газете «Звезда» от 19 апреля 1912 года писал: «Всё имеет конец — настал конец и терпению страны. Ленские выстрелы разбили лёд молчания, и — тронулась река народного движения. Тронулась!.. Всё, что было злого и пагубного в современном режиме, всё, чем болела многострадальная Россия, — всё это собралось в одном факте, в событиях на Лене»

## Дополнительная информация
В западной печати до сих пор распространено заблуждение, что В. И. Ульянов стал использовать псевдоним Ленин после Ленских событий. Фактически псевдоним «Н. Ленин» появился задолго до указанных событий — в конце 1901 года.
В связи с биржевыми спекуляциями акциями товарищества «Лензото» в России стали широко известны имена двух бизнесменов: биржевого дельца Захария Жданова, который стал миллионером, играя на повышении акций, и банкира А. Н. Трапезникова, игравшего на понижение тех же ленских акций, из-за чего он разорился и покончил с собой.
За более чем 160 лет существования Ленских приисков было добыто около 1300 тонн золота.
Спустя 100 лет после расстрела состояние Ленских приисков вновь стало малопривлекательным для жизни горняков. Поэтому в последние годы, несмотря на рост золотодобычи в районе, сохраняется устойчивая тенденция сокращения населения региона.

## Галерея
| |  |
| Советские мемориалы, посвящённые жертвам ленского расстрела. Слева - мемориал архитектора В. М. Новака 1967 года на месте расстрела, справа - памятник 1967 г. на месте захоронения жертв расстрела в Бодайбинском районе Иркутской области, |  |

## Художественная литература
- «Угрюм-река» — роман Вячеслава Шишкова (описывается забастовка, похожая на Ленские события 1912 года).
- «Судьба» (часть вторая «Перед рассветом») — трилогия Николая Якутского.
- «По приказу компании» — пьеса П. И. Голикова. В 1923 году пьеса ставилась в Красноярском драматическом театре им. А. С. Пушкина.
- «На Лене-реке» — повесть Марии Поступальской.
- «Тяжкое золото» — исторический роман Александра Минченкова.
- «Витим Золотой» — вторая часть дилогии, продолжающая тему романа «Синий Шихан». Основан на материале Ленских событий 1912 года.